# Hypanartia arcaei
Hypanartia arcaei är en fjärilsart som beskrevs av Osbert Salvin 1871. Hypanartia arcaei ingår i släktet Hypanartia och familjen praktfjärilar. Inga underarter finns listade i Catalogue of Life.